# Manon Meeuwis
Manon Meeuwis (Utrecht, 3 februari 1978), meisjesnaam Meijers, is een Nederlandse styliste en televisiepresentatrice. Als styliste van bekende Nederlanders verwierf ze bekendheid achter de schermen, maar als presentatrice van Modepolitie 2.0 samen met Thijs Willekes op RTL 5 werd ze ook landelijk bekend. Tevens was ze te zien als metamorfosecoach in het RTL 4-programma Hotter Than My Daughter.

## Biografie
Meeuwis volgde een opleiding tot stylist aan de Academie Artemis in Amsterdam. Na verschillende banen in de mode, richtte ze in 2007 haar eigen bedrijf gericht op styling op. Samen met haar team verzorgt Meeuwis de styling voor verschillende bekende Nederlanders. In 2013 lanceerde ze het online platform MonStyle, waar stylingtips en adviezen over mode, beauty en lifestyle worden gegeven. Ook is Meeuwis columnist voor Wendy, het tijdschrift van presentatrice Wendy van Dijk. In 2020 verscheen haar eerste boek Kleed jezelf gelukkig, dat drie weken op rij in de bestseller top 60 stond. Voor het blad Linda schrijft ze een column waarin zij lezers op stijlgebied adviseert.
Op 2 juli 2022 trouwde zij met Guus Meeuwis.

### Bestseller 60
| Boeken met noteringen in de Nederlandse Bestseller 60 | Jaar van verschijnen | Datum van binnenkomst | Hoogste positie | Aantal weken | Opmerkingen |
| ----------------------------------------------------- | -------------------- | --------------------- | --------------- | ------------ | ----------- |
| Kleed jezelf gelukkig                                 | 2020                 | 14-10-2020            | 3               | 3            |             |